# Тёрнтейблизм
Тёрнтейблизм, также турнтаблизм (англ. Turntablism), дословно «столоверчение» — музыкальный жанр, разновидность диджеинга и часть хип-хоп культуры, подразумевающий создание музыкальных произведений с помощью виниловых или электронных проигрывателей («вертушек»). Диджей, создающий такую музыку, называется «тёрнтейблист» (англ. turntablist).

## Особенности
Тёрнтейблисты максимально используют технику скретча, бит-джагглинга, а также разные музыкальные эффекты, издаваемые с помощью манипуляций с оборудованием и ловкости рук. Они создают совершенно другие музыкальные и ритмические рисунки из существующих записей, на которых они это делают.
Термин придумал DJ Babu с целью отделения простых диджеев (которые только играют пластинки) от тех, кто использует диджейское оборудование как музыкальный инструмент. Основа данного стиля — не сведение композиций, а оригинальность их воспроизведения.
Изобретателями стиля считаются Кул Герк, Грэндмастер Флэш и Грэнд Уизард Теодор, а благодаря Grand Mixer DXT и его выступлению на церемонии вручения «Грэмми» в 1983 году развилось это направление. На церемонии он выступил в команде Herbie Hancock с треком «Rockit», исполняя скретчи впервые на телевидении, это сильно популяризировало и дало четкое очертание диджея как музыканта.

## Корни
Все началось в 1967 году, когда Кул Герк переехал в Нью-Йорк из Ямайки, чтобы устраивать вечеринки. Для этого у него было всё необходимое оборудование и материал. В начале 1970-х годов в Бронксе начали конкурировать вечеринки таких исполнителей, как сам Кул Герк, Грэндмастер Флэш и Африка Бамбата. Эти легендарные диджеи развивали культуру так быстро, что в то время резко поднялась мода на брэйкданс, рэп и граффити.
Кул Герк мог сводить треки с разным ритмом и частотой. Именно он считается первым в истории диджеем, который начал делать трюки с перемещением иглы на нужные фрагменты треков. Это были фанковые пластинки, в которых он различал моменты быстрого и медленного ритма. Как только к барабанам первой пластинки присоединялись другие инструменты, он запускал вторую пластинку и создавал брейк-бит. Подобное явление было названо бит-джагглингом (англ. beat juggling), и его развивали Grand Master DXT и Стив Ди.
Грэндмастер Флэш позаимствовал идеи Герка и усовершенствовал их благодаря возврату начала брейка и высокой технике соединения треков. Благодаря своему электротехническому образованию Флэш создал прослушку трека и мог сводить треки точно бит в бит. Научившись очень быстро перемещаться от одной вертушки к другой и находить за считанные секунды первый удар выбранного отрезка, проигрывая, повторяя и перекомбинируя фрагменты, Флеш стал способен полностью менять структуру трека по своему усмотрению.
Afrika Bambaataa стал родоначальником хип-хоп группы «Zulu Nation» (рус. «Нация зулусов»). Эта группа считалась также организацией лиц, стремящихся к духовному развитию и правильному образу жизни. Большинство участников группы проживало в негритянских районах и имело криминальное прошлое, но Африка Бамбата смог направить их энергию в музыкальное русло.

## Скретчинг
Грэнд Уизард Теодор — очень важная фигура в развитии тёрнтейблизма, потому что он изобрел скретчинг (англ. scratching). Во время одной из своих записей в 1975 году он случайно дёрнул пластинку, получив необычный звук. Через несколько месяцев изучения его природы он впервые продемонстрировал на дискотеке запись с новым звуком.
Как правило, диджеи в начале трека выкрикивали в микрофон небольшие фразы в рифму. Песни часто создавались при помощи двух проигрывателей и микрофона. Таким образом, жанр тёрнтейблизма является смешением хип-хопа, регги и электронной музыки.

## Команды и музыканты
Диджеи вскоре отошли на второй план, так как чаще на сцене хип-хопа доминировали рэперы. Первой командой диджеев стала группа «Invisibl Skratch Piklz» в составе диджеев Q-bert, Apollo и Mix Master Mike. Один из них задавал ритм, другой — бас, а третий — мелодию. Также это была первая группа, которая отменила правило заклеивания пластинок — ранее диджеи заклеивали названия своих пластинок, чтобы никто не узнал их стиль. Команда Invisibl Skratch Piklz первой открыла завесу секретности и внесла свой вклад в рост популярности жанра.
В 1990-е годы появились команды «Bullet Proof Scratch Hamsters», «Beat Junkies», «X-Ecutioners» (из Нью-Йорка), а также четырёхкратные чемпионы мира по версии Disco Mix Club World Team DJ Championship «С2С», «Birdy Nam Nam» и другие. Теперь диджеи выпускали свой собственный материал, записанный с помощью скретчей.
С развитием хип-хопа развивалось и само музыкальное течение, в результате чего возникли имена DJ Shadow и DJ Spooky. Появился и диджей «Kid Koala», экспериментировавший с джазом. Виртуозами считаются также Cut Chemist и DJ Nu-Mark, а также Mixmaster Mike, сотрудничавший с группой Beastie Boys в их релизе 1998 года «Hello Nasty».

## Соревнования
Тёрнтейблизм стал своеобразным видом спорта, проверяющим уровень профессионализма диджеев. Самым престижным соревнованием является DMC (DJ Mixing Championship). До 1986 года это были соревнования по исполнению хаус-музыки, но после того как победитель 1986 года DJ Cheese показал свою программу с трюками, формат шоу изменился. Сейчас также проходят мировые чемпионаты Международной ассоциации диджеев (англ. International Dj Association сокр. англ. IDA, в прошлом известная, как англ. ITF (Itnernational Turntablists Federation).

## Расцвет
Расцвет пришёлся на 1987–2000 годы. В этот период оформилось по сути всё то, чем оперирует сейчас современный тернтаблизм. После 2000 года пришёл на смену старой школе новый стиль тернтаблизма. Появились технически мощные диджеи: I-Emerge, Rafik, Troubl, Tigerstyle, Netik и другие исполнители.

## Фильмы о тёрнтейблизме
- Scratch, США, 2001, режиссёр — Doug Pray.